# Wiener Justizpalastbrand

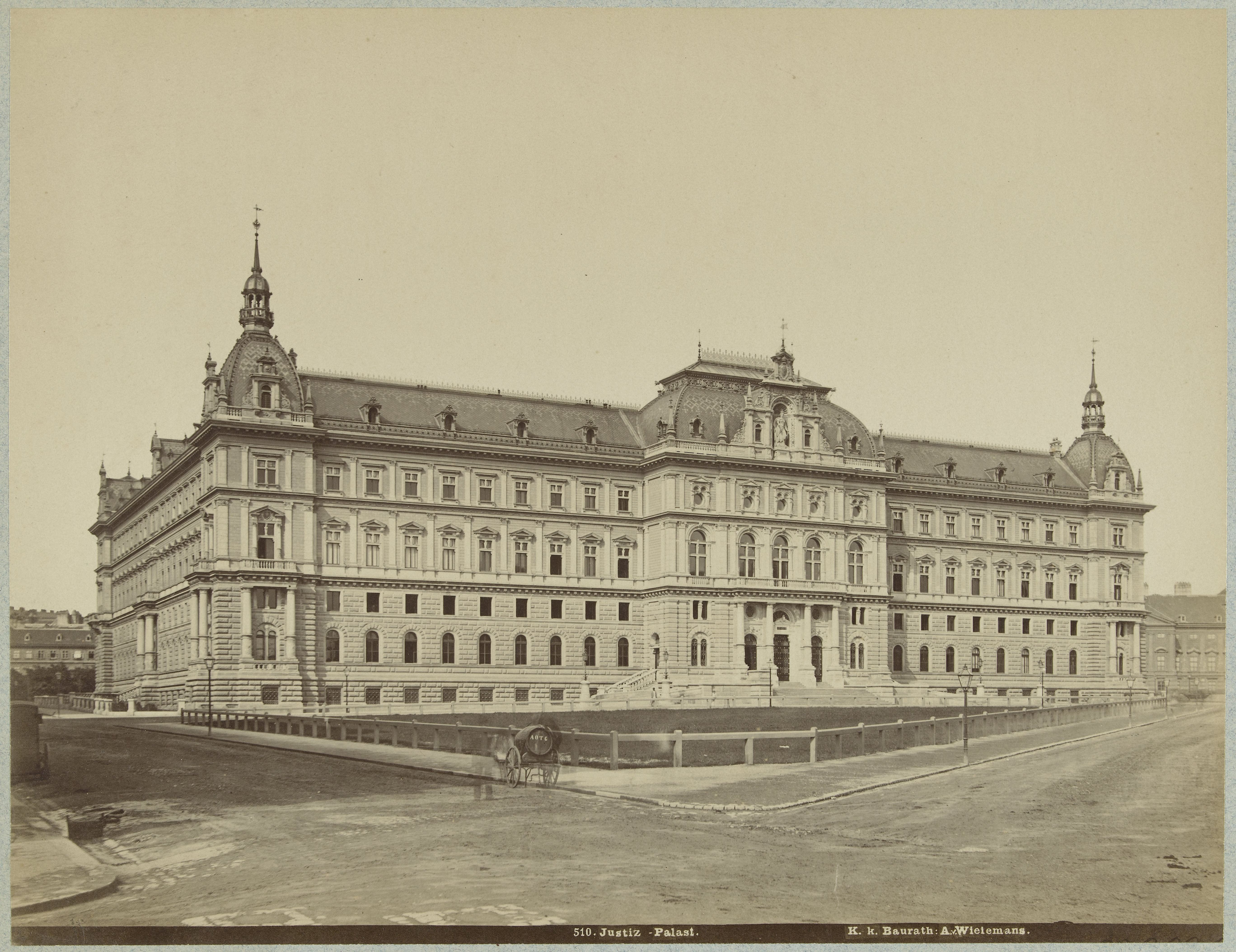
Der Wiener Justizpalast kurz nach seiner Vollendung

Der Brand des Wiener Justizpalastes 1927, auch die Julirevolte in Wien genannt, begann am 15. Juli 1927 als Unmutsäußerung gegen ein als skandalös empfundenes Urteil eines Geschworenengerichts und endete mit Polizeischüssen in die demonstrierende und das Justizgebäude angreifende Menge. Es gab 84 Todesopfer unter den Demonstranten und fünf auf Seiten der Polizei; dazu hunderte Verletzte auf beiden Seiten.

## Ablauf

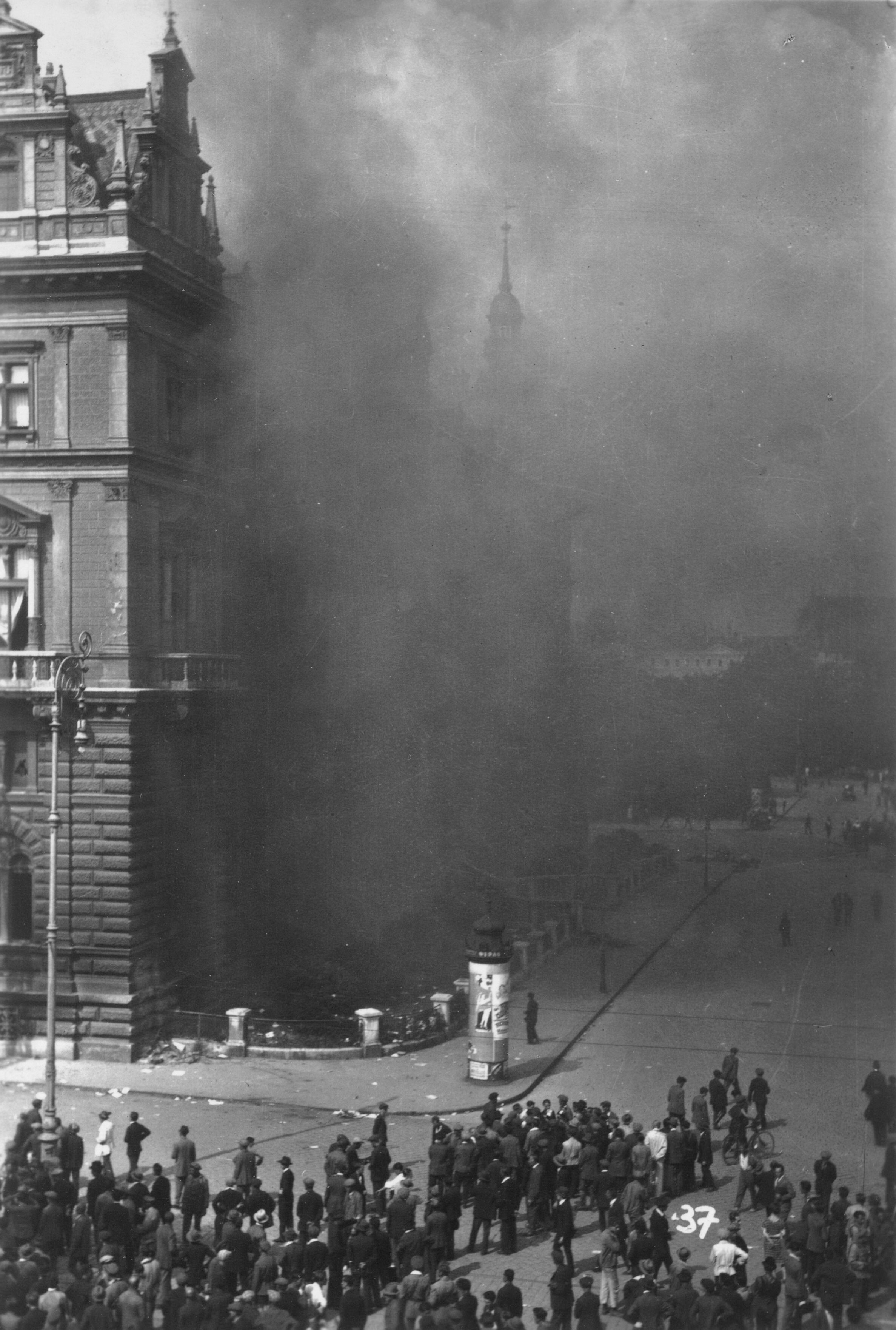
Der brennende Justizpalast, Foto von Martin Gerlach junior

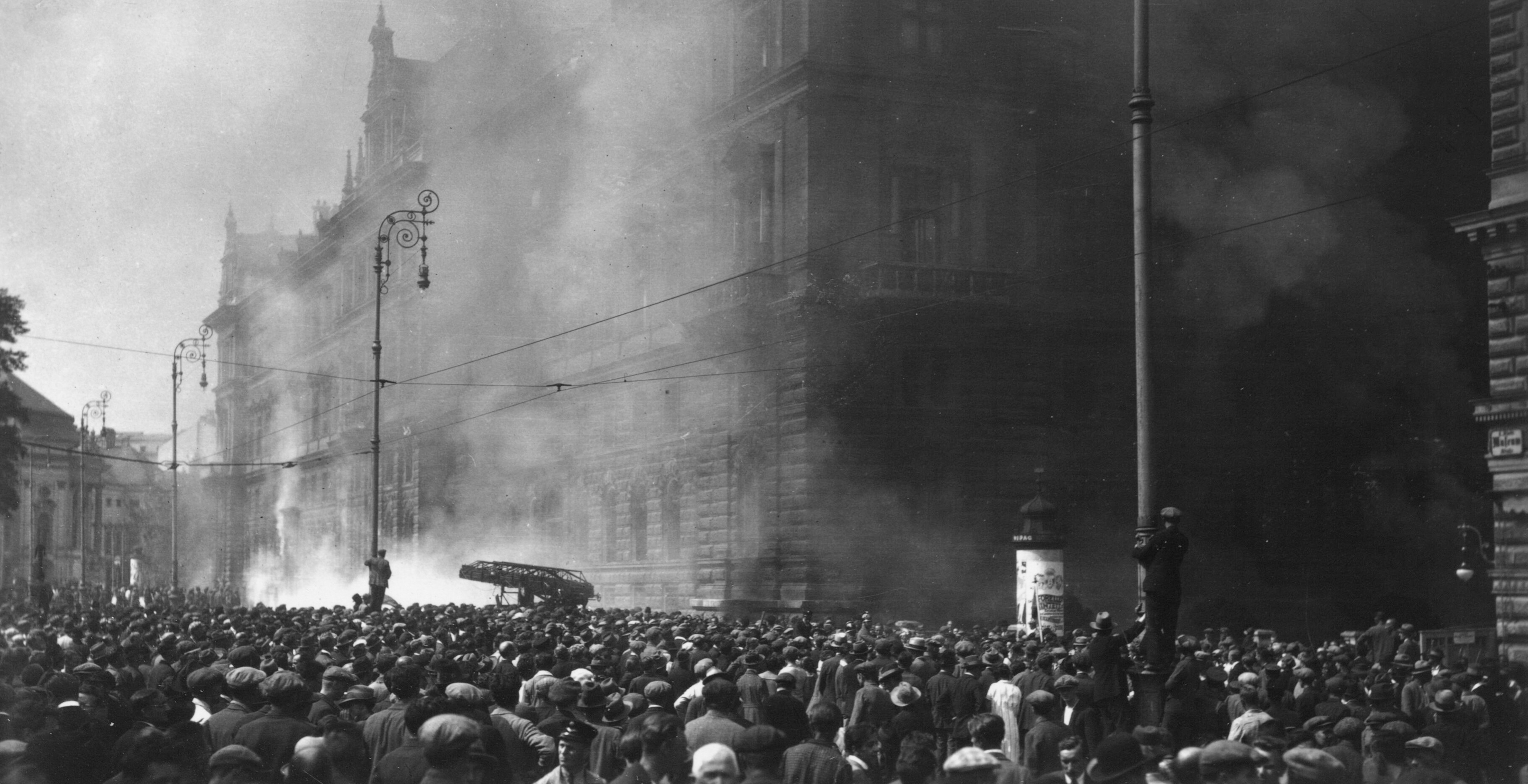
Menschenmenge vor dem brennenden Justizpalast, Foto von Martin Gerlach junior

Am Abend des 14. Juli 1927 verbreitete sich die Nachricht vom Schattendorfer Urteil. Ein Geschworenengericht hatte drei Mitglieder der Frontkämpfervereinigung Deutsch-Österreichs freigesprochen, die im burgenländischen Schattendorf bei einem Zusammenstoß mit Sozialdemokraten einen 40-jährigen kroatischen Hilfsarbeiter und ein 6-jähriges Kind erschossen hatten.
Am Tag darauf wurde der Strom der Wiener Straßenbahn durch die Direktion der Städtischen Elektrizitätswerke abgeschaltet, so dass der öffentliche Verkehr in Wien lahmgelegt war. Dies geschah, um einen Proteststreik auszulösen. Die erste Marschkolonne, die den Ring erreichte, war die der E-Werker, welche vergebens versuchten, das Universitätshauptgebäude zu stürmen. Nach und nach füllte sich der Ring. Demonstranten griffen das Polizeiwachzimmer in der Lichtenfelsgasse nahe dem Rathaus an und verwüsteten die Redaktion der „Wiener Neuesten Nachrichten“, welche nicht im Sinne der Demonstranten über das Urteil berichtet hatten.
Als die Menge den Kordon von Sicherheitskräften vor dem Parlamentsgebäude mit Steinwürfen attackierte, wurde sie von berittener Polizei in die Parkanlage gegenüber dem Justizpalast abgedrängt. Der Platz vor dem Haupteingang des Justizpalasts lag frei. Bald stand er als Symbol der als parteiisch empfundenen Justiz im Zentrum der Aufmerksamkeit der heranrückenden Demonstranten – obwohl im Justizpalast in erster Linie die Zivilgerichtsbarkeit angesiedelt war.
Einige der Angehörigen des sozialdemokratischen Schutzbunds versuchten als Ordner, mäßigend auf die Menge einzuwirken, während ein anderer Teil derselben Organisation mit der Menge sympathisierte und sich aktiv an den Ausschreitungen beteiligte. Gegen 12 Uhr zerschlugen Protestierende erste Fensterscheiben im Erdgeschoß und stiegen in das Gebäude ein. Dort begannen sie, Mobiliar und Akten zu zerstören. Der frühere General und Sozialdemokrat Theodor Körner, der später Bundespräsident wurde und damals dem Schutzbund nahestand, verlangte von den Wachbeamten des Justizpalastes die Herausgabe ihrer Waffen (meist ungeschliffene Paradesäbel), was von den um ihr Leben fürchtenden Beamten verweigert wurde. Körner brachte die Wachbeamten in Sicherheit, indem er sie als Verletzte getarnt auf Bahren hinaustragen oder sie die Windjacken anwesender Schutzbündler überziehen ließ, damit sie unerkannt flüchten konnten. Ein Versuch Körners, die Menge durch eine Ansprache zu beruhigen, scheiterte. Währenddessen legte ein unerkannt gebliebener Eindringling im Gebäude Feuer.
Um 12:28 Uhr ging der erste Notruf bei der Wiener Berufsfeuerwehr Am Hof ein. Auch in den oberen Geschoßen bewegten Demonstranten Mobiliar und setzten an zahlreichen Stellen Akten in Brand. Die Feuerwehr wurde von den Demonstranten immer wieder behindert. Bei den vier Oberflurhydranten und den zwölf Wandhydranten wurden immer wieder die Schläuche entfernt oder durchgeschnitten. In einer etwas größeren Entfernung zum Brandobjekt wurden Pumpen und Löschwasserreserven aufgestellt, um bei den ersten Demonstrationslücken sofort mit Löschversuchen beginnen zu können. Dies war aber erst ab etwa 14 Uhr in etwas größerem Ausmaß möglich. Trotzdem wurde die Arbeit auf verschiedenste Weise torpediert. So wurden beispielsweise Hydranten in der Umgebung geöffnet, so dass bei den benötigten Hydranten Wassermangel auftrat.
Das Feuer breitete sich über alle Stockwerke aus. Die enorme Hitzeentwicklung hielt einerseits Demonstranten von weiteren Aktionen ab, anderseits waren die Brandherde jedoch dermaßen angewachsen, dass sie auch die Feuerwehr nur mehr schwer unter Kontrolle bringen konnte. Um 18 Uhr waren Schätzungen zufolge etwa 5.000 bis 10.000 m² Geschoßfläche in Brand. Um diese Zeit begannen auch Außenteile des Gebäudes abzustürzen und behinderten und gefährdeten gleichfalls die Löschkräfte. Das größte Ausmaß erreichte das Feuer etwa um 21 Uhr. Es brannten um diese Zeit die zwei Obergeschoße sowie die Dächer des Mitteltraktes. Große Gefahr ging von Flugfunken aus, die jedoch nicht zündeten. Gegen 2 Uhr am Morgen des 16. Juli konnte der Brand unter Kontrolle gebracht werden.

## Rolle von Johann Schober

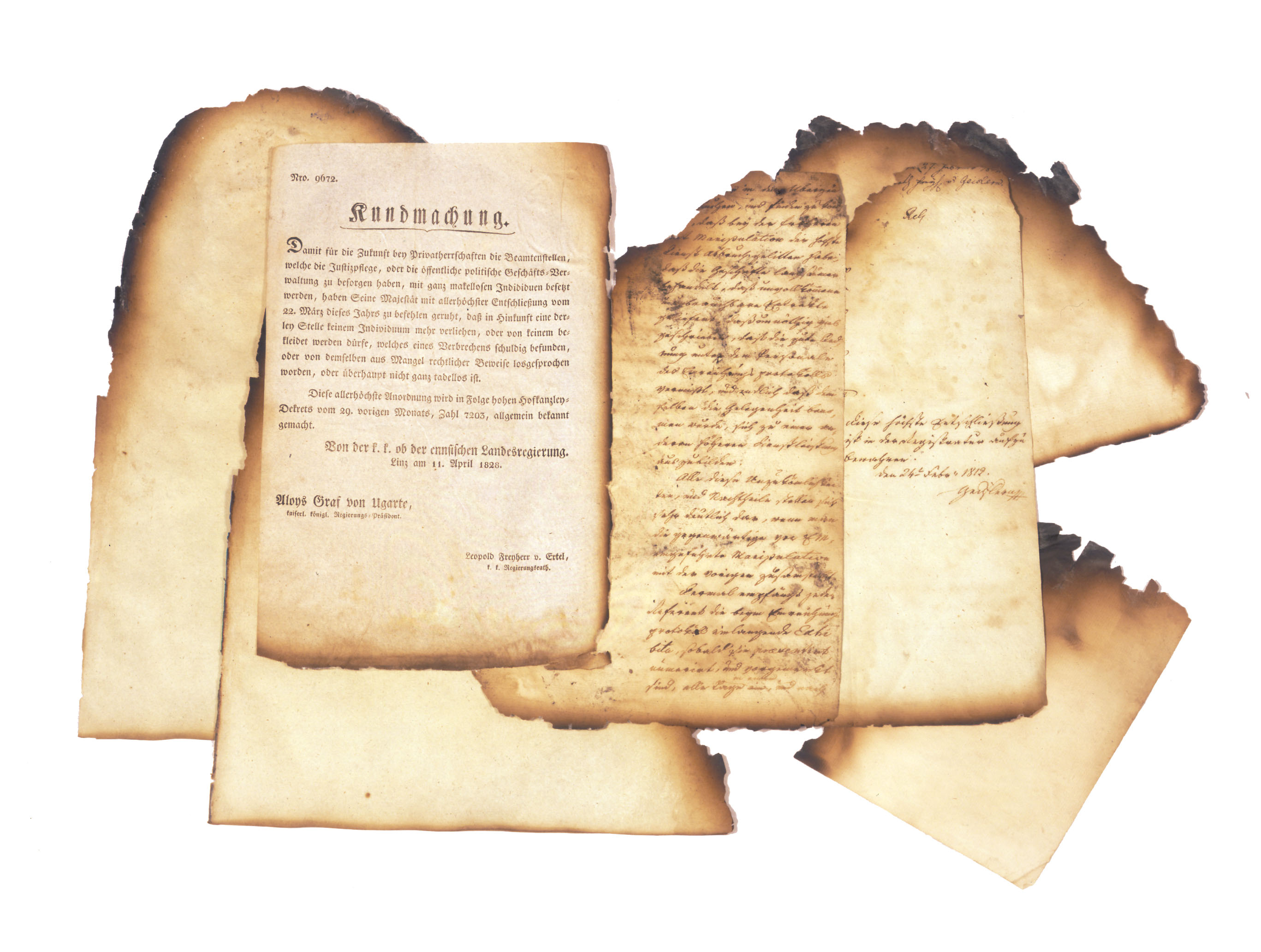
Angesengte Aktenstücke aus dem Justizpalast vom 18. Juli 1927 (HGM)

Johann Schober, der ehemalige und spätere Bundeskanzler, war zu dieser Zeit Wiener Polizeipräsident. Er ersuchte den Wiener Bürgermeister Karl Seitz (SDAP), das Bundesheer gegen die Unruhen einzusetzen, da die Polizei für derartige Aufgaben nicht gerüstet sei. Seitz verweigerte den Einsatz, ebenso wie Heeresminister Carl Vaugoin (CS).
Daher forderte Schober, angesichts einer rasenden Menge, die das Gerichtsgebäude stürmte und anzündete, Gewehre aus Heeresbeständen an und rüstete die Polizei damit aus. Er kündigte an, bei weiterer Behinderung der Feuerwehr, welcher zuvor der Zugang zum Gebäude verwehrt und deren Schläuche durchschnitten worden waren, den Platz mit Waffengewalt räumen zu lassen. Der Wiener Bürgermeister Karl Seitz versuchte ebenso erfolglos wie Körner, die Menge zum Abzug zu bewegen.

## Schüsse, Opfer und Bewertung
Dann fielen die ersten Schüsse, zunächst in die Luft, sodann in die Menge, welche gegen die Vorstädte zurückzuweichen begann. Der Tag endete nach Polizeiangaben mit 84 toten Demonstranten, vier toten Sicherheitswachbeamten und einem toten Kriminalbeamten. 120 Polizisten erlitten schwere, 480 leichte Verletzungen, während 548 Zivilisten verletzt wurden. Das völlig vergiftete politische Klima war nach allgemeiner Ansicht ein erster Schritt in den Österreichischen Bürgerkrieg Mitte der 1930er Jahre.

## Gedenken

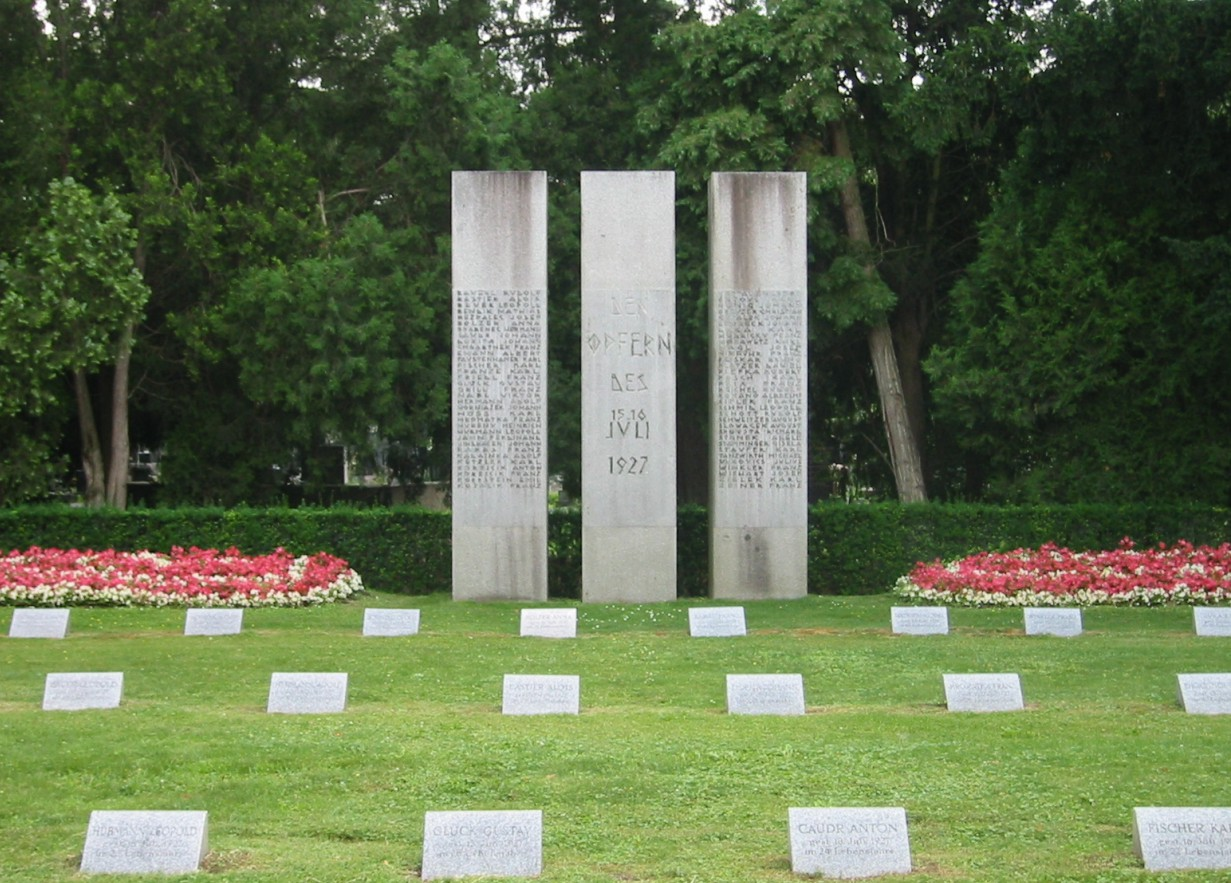
Gedenkstätte auf dem Zentralfriedhof

Auf dem Wiener Zentralfriedhof befindet sich eine Gedenkstätte für die Opfer des 15. und 16. Juli 1927.
Heimito von Doderer verarbeitete die Ereignisse der Julirevolte in seinem Roman Die Dämonen.
Elias Canetti beschrieb das Ereignis in seiner Autobiographie Die Fackel im Ohr und verarbeitete es in seinem Roman Die Blendung. Außerdem wirkte es als Initialzündung für seine jahrzehntelange Studie des Phänomens »Masse und Macht«.
Galina Djuragin alias Alja Rachmanowa thematisierte das Ereignis in ihrem Dokumentarroman Milchfrau in Ottakring.
Zum 80. Jahrestag der Ereignisse wurde am 11. Juli 2007 in der Halle des Justizpalastes eine Gedenktafel mit einem Text von und durch Bundespräsident Heinz Fischer enthüllt:
„Bei gewaltsamen Auseinandersetzungen zwischen Anhängern des Republikanischen Schutzbundes und der Frontkämpfervereinigung im burgenländischen Ort Schattendorf am 30. Jänner 1927 wurden zwei unschuldige Menschen getötet. Die Täter wurden freigesprochen. Im Zuge einer gewaltsamen Demonstration gegen dieses Urteil wurde der Justizpalast in Brand gesetzt. Die Polizei erhielt Schießbefehl, und 89 Personen kamen ums Leben. Die Ereignisse dieser Zeit, die schließlich im Bürgerkrieg des Jahres 1934 mündeten, sollen für alle Zeiten Mahnung sein.“

## Museale Rezeption
Der Österreichische Bürgerkrieg ist im Wiener Heeresgeschichtlichen Museum im Detail dokumentiert (Saal VII – „Republik und Diktatur“), wobei sich unter den Ausstellungsstücken auch angesengte Aktenstücke aus dem Justizpalast vom 15. Juli 1927 befinden. Ausgestellt sind weiters Uniformen des Republikanischen Schutzbundes, der Heimwehren und der Ostmärkischen Sturmscharen. Als besonderes Stück ist auch die Tatwaffe von Schattendorf, ein aus einer österreichischen Infanteriewaffe umgearbeitetes Jagdgewehr, ausgestellt.